# America Live
Albums de America
Harbor Silent Letter
America Live est le premier album live du groupe américain de folk rock, America. Il sort en 1977 chez Warner Records. Il est produit par le producteur de longue date des Beatles, George Martin. Il est enregistré en juillet 1977 au Greek Theatre à Los Angeles.

## Liste des pistes
| 1.    | Tin Man              | Dewey Bunnell      | 3:38 |
| 2.    | Muskrat Love         | Willis Alan Ramsey | 3:07 |
| 3.    | I Need You           | Gerry Beckley      | 2:41 |
| 4.    | Old Man Took         | Dewey Bunnell      | 3:29 |
| 5.    | Daisy Jane           | Gerry Beckley      | 3:04 |
| 6.    | Company              | Dewey Bunnell      | 3:21 |
| 7.    | Hollywood            | Dewey Bunnell      | 3:51 |
| 8.    | Sergeant Darkness    | Gerry Beckley      | 2:56 |
| 9.    | Amber Cascades       | Dewey Bunnell      | 2:47 |
| 10.   | To Each His Own      | Gerry Beckley      | 3:16 |
| 11.   | Another Try          | Gerry Beckley      | 2:59 |
| 12.   | Ventura Highway      | Dewey Bunnell      | 3:28 |
| 13.   | Sister Golden Hair   | Gerry Beckley      | 3:26 |
| 14.   | A Horse with No Name | Dewey Bunnell      | 4:18 |
| 46:28 |                      |                    |      |